# Kecskeméti Ferenc
Kecskeméti Ferenc (Makó, Csanád vármegye, 1855. szeptember 5. – Békés, 1916. április 21.) református lelkész, író, országgyűlési képviselő.

## Életpályája
Kecskeméti József és Daru Lidia polgári szülők gyermeke. Tanult szülővárosában, Makón, majd Hódmezővásárhelyen, Debrecenben és Pozsonyban; a teológiát Budapesten végezte 1874-től 1877-ig. Ezután Edinburghba ment, ahol másfél évet töltött (1878/79) a szabadegyház edinburghi kollégiumában, majd 1881-ben Amerikába ment, ahol ő volt az első magyar református pap New Yorkban. Ott három félévet tanult a Union Theological Seminariumban, miközben az ottani magyarok közt evangélistasággal foglalkozott. A New York-i első magyar református templomra ő kezdte meg a gyűjtést és annak alapkövét is ő tette le. 1880. március 20-án ordinálták papnak.
1884-ben tért vissza szülőföldjére, ekkor Török Pál püspök tanárnak hívta meg a budapesti református főgimnáziumhoz, azonban Kecskeméti a meghívást nem fogadta el, mivel olyan állást szeretett volna, ahol szüleihez közel lehet. Az 1884. évben szülővárosában káplánkodott, majd az év végén békési lelkésszé választották meg; 1885 májusában foglalta el állását.
1888 novemberében megnősült, Harsányi Sándor túrkevei lelkész nagyműveltségű lányát, Gizellát vette feleségül. Eközben aktív politizálásba kezdett, aminek eredménykeként Békés város az 1901-es, 1905-ös és az 1906-os választások alkalmával is őt küldte képviselőjének az országgyűlésre, függetlenségi párti programmal. A parlamentben a munkásosztály érdekeit védelmezte. Ellenségei támadták, főként az úri osztályból, akikkel nem igen érintkezett. Az 1910-es választásokon emiatt, valamint a függetlenségi párt kettészakadása miatt (amikor csatlakozott a pártból kilépők által alakított Justh-párthoz) a Kossuth-párti (azaz régi pártja) jelöltjével szemben kisebbségben maradt.
Feleségétől hat gyermeke született, akik korán meghaltak, Ferenc fia, akit sikerült felnevelnie, még az érettségi előtt hunyt el, hosszú, súlyos betegség következtében. Egy évre rá követte őt öccse is, a 13 éves István. Eme két veszteség súlyos csapást mért Kecskeméti szívére, mely élete végéig elkísérte. A társadalmi tevékenységtől eltereltetett és a családi életben megszomorított ember fájdalmát még térdízületi sebe is súlyosbította. Utazásban keresett enyhülést, utolsó éveinek folyamán hivatala és hivatása teendőinek élt. Azonban itt is súlyos csalódás érte, mivel azok lettek ellenségeivé, akiket éveken át keblén melengetett, jól jövedelmező állásokba segített. Verseinek kiadását tervezte, de 1910-től a családi tragédiák és 1915-től saját betegsége, valamint a háború zavarai miatt nem tudta megtenni. 1916. április 21-én, nagypénteken, déli 12 órakor hunyt el. Temetése húsvét első napján, sok ezer ember részvételével történt. Dr. Kecskeméti István, a kolozsvári egyetem tanára és egyházának jeles papja mondott fölötte gyászbeszédet.

## Munkái
- Örök élet utja. Ford. ...
- Krisztus személyisége, az az emberiségének tökéletes volta istensége kezességeül tekinte. Irta Schaff Fülöp new-yorki theol. tanár, ford... I. kötet... 1885. A vallásos iratokat terjesztő társulat kiadása. (Ism. Egyh. és Isk. Lap 21. sz.)
- Örök életnek beszéde. Békés, 1889., 1896-97. Három füzet. (Egyházi beszédek. Ism. Prot. Egyh. és Isk. Lap 1889)
- Új Simeon énekei. Békés: Drechsel, 1898.
- Halálból életre. Költemények. (Posztumusz kiadás, évszám nélkül)
- Szerkesztette és kiadta Az Evangyelista c. református néplapot 1895-től Békésen.
- Egy költeményét a Kisfaludy Társaság megdicsérte; cikkei jelentek meg a Szabad Egyház (Lugos) több évfolyamában (1890. Énekes könyvünk megújítása kérdéséhez, Látogatás Karacs Ferencznél sat.)